# Lophostica
Lophostica Simon, 1902 è un genere di ragni appartenente alla famiglia Salticidae.

## Distribuzione
Le tre specie oggi note di questo genere sono diffuse in alcune isole dell'Oceano Indiano: in particolare due sono endemiche dell'isola Réunion e la L. mauriciana è stata rinvenuta sia su Réunion che sull'isola Mauritius.

## Tassonomia
A dicembre 2010, si compone di tre specie:
- Lophostica mauriciana Simon, 1902[2] — Mauritius, Isola Réunion
- Lophostica minor Ledoux, 2007 — Isola Réunion
- Lophostica nova Ledoux, 2007 — Isola Réunion